# Borough non organisé
Le borough non organisé (unorganized borough en anglais) est la partie de l’État de l’Alaska, aux États-Unis, qui ne fait partie d’aucun borough.
De façon unique parmi les États des États-Unis, l’Alaska n’est pas entièrement divisée en comtés (appelés localement boroughs) : plus de la moitié de sa superficie ne possède aucune forme de gouvernement local autre que les districts scolaires et les municipalités. En dehors des villes incorporées, la totalité des services publics y est directement gérée par l’État d'Alaska.
Le borough non organisé recouvre une superficie de 970 500 km2 (soit plus que l’Allemagne et la France réunies) ; seuls 10,52 % de la population de l’État y résident, soit 77 157 habitants en 2020.

## Régions de recensement
Afin de faciliter le recensement dans cette zone, le bureau du recensement des États-Unis, en coopération avec l’État d’Alaska, a divisé le borough non organisé en 11 régions de recensement à partir du recensement de 1970. Depuis le 2 janvier 2019, les 11 régions de recensement actuels sont :
- Aléoutiennes occidentales
- Bethel
- Chugach (en)
- Copper River (en)
- Dillingham
- Hoonah-Angoon
- Kusilvak
- Nome
- Prince of Wales - Hyder
- Southeast Fairbanks
- Valdez-Cordova
- Yukon-Koyukuk

## Historique
L’Alaska a adopté la structure en boroughs en 1961, lesquels étaient envisagés comme une forme de gouvernement local à tout faire, destinée à éviter les problèmes perçus (réels ou non) des comtés dans le reste des États-Unis. Selon l'article X de la constitution de l'Alaska, les régions de l’État incapables de former un gouvernement de borough étaient censées devenir des boroughs non organisés, un mécanisme permettant à l’État de régionaliser ses services. Cependant, des boroughs non organisés distincts ne furent jamais créés : l’État dans son intégralité fut défini comme un vaste borough non organisé lors du Borough Act de 1961 ; au cours des années suivantes, des boroughs organisés furent créés à partir de certaines zones de son territoire.
Le statut non organisé d’une telle zone est sujet à controverse. Certains résidents des boroughs organisés ont le sentiment de financer injustement ceux du borough non organisé, particulièrement pour l’éducation.